# Waddenvereniging
De Landelijke Vereniging tot Behoud van de Waddenzee (Waddenvereniging) is een Nederlandse natuurbeschermings- en milieuorganisatie gevestigd in Harlingen die zich sinds de oprichting in 1965 inzet voor bescherming van het waddengebied, dat wil zeggen de Waddenzee, de waddeneilanden, delen van de vaste wal die grenzen aan de Waddenzee en delen van de Noordzee.

## Doelen
In eerste instantie was de doelstelling dat de Waddenzee als zee behouden moest blijven. Dit omdat er serieuze plannen waren om een deel van de Waddenzee in te polderen. Nu dit gevaar is geweken, richt de vereniging zich op kwaliteitsbehoud van natuur en het milieu in het waddengebied, dit in de ruimste zin van het woord.
Het gaat de vereniging in het bijzonder om het beschermen van de flora en fauna in het gebied zoals de zeehonden in de Waddenzee en de vegetatie op de waddeneilanden.

## Geschiedenis
De Landelijke Vereniging tot Behoud van de Waddenzee werd in 1965 opgericht. Dit was een reactie op de voorgenomen plannen om delen van de Waddenzee in te polderen. In 1971 maakte de regering bekend de Waddenzee te behouden.

## Werkzaamheden
De Waddenvereniging kijkt kritisch naar de menselijke activiteiten in en om het gebied, zoals industrie, delfstofwinning, visserij en landbouw. Kleinschalige bedrijvigheid wordt ondersteund, mits het karakter van de eilanden en de natuur niet wordt geschaad.
De vereniging neemt soms initiatieven tot duurzame bedrijvigheid, overlegt met bewoners en gebruikers in het gebied en ziet toe op de naleving van relevante nationale en internationale wetgeving. Daarnaast zet ze regelmatig acties op touw om te proberen voor het waddengebied negatieve activiteiten tegen te houden. De laatste grote actie betrof de fakkelactie die gericht was tegen gasboring in de Waddenzee. Ook geeft ze voorlichting, onder meer via excursies.